# Judging Amy
Judging Amy es una serie de televisión estadounidense que fue emitida del 19 de septiembre de 1999 al 3 de mayo de 2005, por la cadena CBS, protagonizada por Amy Brenneman y Tyne Daly.

## Sinopsis
Brenneman interpreta a Amy Gray, una joven abogada de Nueva York que, tras divorciarse de su marido, decide regresar con su hija pequeña Lauren Cassidy a la casa de su infancia en Hartford (Connecticut). Se convierte en la juez del Tribunal de Familia de esa ciudad a la edad de treinta y cuatro años. Su madre Maxine Gray, que vive con ella (personaje interpretado por Daly), es una trabajadora social del Departamento de Niños y Familias. Más tarde Amy sale del poder judicial para presentarse para el Senado, en lo que resultó ser el final de la serie.

## Reparto
| Actor             | Personaje             |
| ----------------- | --------------------- |
| Amy Brenneman     | Amy Gray              |
| Tyne Daly         | Maxine Gray           |
| Richard T. Jones  | Bruce Calvin van Exel |
| Jillian Armenante | Donna Kozlowski       |
| Jessica Tuck      | Gillian Gray          |
| Marcus Giamatti   | Peter Gray            |
| Karle Warren      | Lauren Cassidy        |
| Dan Futterman     | Vincent Gray          |
| Timothy Omundson  | Sean Potter           |
| Kevin Rahm        | Kyle McCarthy         |

## Internacional
Judging Amy es internacionalmente difundidas por las estaciones siguientes con los siguientes nombres:
| País                 | Nombre             | Traducción                                    | Estación                                  |
| -------------------- | ------------------ | --------------------------------------------- | ----------------------------------------- |
| Alemania             | Für alle Fälle Amy | ‘Amy en todos los casos’                      | VOX                                       |
| Argentina            | Judging Amy        | ‘Juzgando a Amy’, ‘La jueza Amy’              | Canal Sony, Telefe, Glitz*                |
| Australia            | Judging Amy        | ‘juzgando a Amy’                              | Channel Nine, W. Channel, Network Ten     |
| Austria              | Für alle Fälle Amy | ‘Amy en todos los casos’                      | ATV+                                      |
| Bélgica              | Judging Amy        | ‘juzgando a Amy’                              | VijfTV, VTM                               |
| Brasil               | A Juíza            | ‘la jueza’                                    | Fox                                       |
| Bulgaria             | Съдия Ейми         | ‘la jueza Amy’                                | Hallmark Channel                          |
| Bosnia y Herzegovina | Amy u sudnici      | ‘Amy en la corte’                             | FTV                                       |
| Canadá               | Amy                | ‘Amy’                                         | Séries+                                   |
| Cataluña (España)    | Jutjant l'Amy      | ‘juzgando a Amy’                              | TV3                                       |
| Corea del Sur        | Judging Amy        | ‘juzgando a Amy’                              | Alice TV                                  |
| Croacia              | Sutkinja Amy       | ‘juzgando a Amy’                              | HRT                                       |
| Dinamarca            | Amys ret           | ‘la corte de Amy’ o ‘el derecho de Amy’       | TV 2                                      |
| Eslovenia            | Naša sodnica       | ‘nuestra jueza’                               | POP TV                                    |
| España               | La juez Amy        | ‘la jueza Amy’                                | Cosmopolitan TV                           |
| Estonia              | Kohtunik Amy       | ‘juzgando a Amy’                              | Kanal 2                                   |
| Filipinas            | Judging Amy        | ‘juzgando a Amy’                              | Hallmark Channel                          |
| Finlandia            | Amyn lailla        | ‘con la ley de Amy’                           | Nelonen, liv                              |
| Francia              | Amy                | ‘Amy’                                         | Téva                                      |
| Galicia (España)     | A xuíza Amy        | ‘la jueza Amy’                                | Televisión de Galicia                     |
| Hungría              | Amy-nek ítélve     | ‘juzgando a Amy’                              | Hallmark Channel                          |
| India                | Judging Amy        | ‘juzgando a Amy’                              | Hallmark Channel                          |
| Irlanda              | Judging Amy        | ‘juzgando a Amy’                              | TV3                                       |
| Israel               | המשפט של איימי     | ‘el juicio de Amy’                            | Channel 2                                 |
| Italia               | Giudice Amy        | ‘la jueza Amy’                                | Canale 5                                  |
| Macedonia            | Судот на Ејми      | ‘juzgando a Amy’                              | A1                                        |
| Malasia              | Judging Amy        | ‘juzgando a Amy’                              | Hallmark Channel                          |
| México               | Judging Amy        | ‘juzgando a Amy’                              | Fox, American Network                     |
| Nueva Zelanda        | Judging Amy        | ‘juzgando a Amy’                              | Prime TV                                  |
| Noruega              | Judging Amy        | ‘juzgando a Amy’                              | TV2                                       |
| Panamá               | La juez Amy        | ‘la jueza Amy’                                | FETV Channel 5, Fox                       |
| Países Bajos         | Judging Amy        | ‘juzgando a Amy’                              | Net 5                                     |
| Polonia              | Potyczki Amy       | ‘las escaramuzas de Amy’                      | Hallmark Channel                          |
| Portugal             | A juíza            | ‘la jueza’                                    | SIC Mulher                                |
| Reino Unido          | Judging Amy        | ‘juzgando a Amy’                              | Living TV, Hallmark, Channel 4, CBS Drama |
| República Checa      | Soudkyně Amy       | ‘la jueza Amy’                                | Hallmark Channel, ČT1                     |
| Rumania              | Amy                | ‘Amy’                                         | Hallmark Channel                          |
| Sudáfrica            | Judging Amy        | ‘juzgando a Amy’                              | SABC 2                                    |
| Suecia               | Vem dömer Amy?     | ‘¿quién juzga a Amy?’ o ‘¿a quién juzga Amy?’ | TV4 Plus                                  |
| Tailandia            | Judging Amy        | ‘juzgando a Amy’                              | Hallmark Channel                          |
| Turquía              | Yargıç Amy         | ‘la jueza Amy’                                | TNT                                       |